# Masato Tokida
Masato Tokida (jap. 常田 克人, Tokida Masato; * 27. November 1997 in Saitama, Präfektur Saitama) ist ein japanischer Fußballspieler.

## Karriere
Masato Tokida erlernte das Fußballspielen in der Schulmannschaft der Aomori Yamada High School in Aomori. Seinen ersten Vertrag unterschrieb er 2016 bei Vegalta Sendai. Der Club aus Sendai spielte in der höchsten Liga des Landes, der J1 League. Von August 2017 bis Januar 2018 wurde er an den Zweitligisten Ōita Trinita nach Ōita ausgeliehen. 2020 erfolgte eine Ausleihe an den ebenfalls in der zweiten Liga spielenden Matsumoto Yamaga FC. Für den Zweitligisten aus Matsumoto stand er 31-mal auf dem Spielfeld. Nach der Ausleihe wurde er von Matsumoto im Februar 2021 fest unter Vertrag genommen. Nach Ende der Saison 2021 belegte er mit dem Verein aus Matsumoto den letzten Tabellenplatz und musste in die dritte Liga absteigen.